# Удбридж
Удбридж (на английски: Woodbridge) е град в окръг Мидълсекс, Ню Джърси, Съединени американски щати. Основан е през 1664 и е наречен на свещеника Джон Удбридж. Намира се на 30 km югозападно от центъра на Ню Йорк. Населението му е 101 965 души (по приблизителна оценка от 2017 г.).
В Удбридж е роден музикантът Ричи Самбора (р. 1959).